# Wu Yize
Wu Yize (Chinois : 吴宜泽), né le 14 octobre 2003 à Lanzhou, dans la province du Gansu, en Chine, est un joueur chinois professionnel de snooker. En mai 2022, il est récompensé du titre de « débutant de l'année » par sa fédération. Deux ans après, il dispute ses premières finales majeures à l'Open d'Angleterre et l'Open d'Écosse.

## Carrière
En 2019, alors qu'il n'est pas encore professionnel, Wu Yize reçoit une invitation pour disputer le championnat international où il se fait remarquer en poussant le quadruple champion du monde John Higgins en manche décisive. En 2021, ses résultats sur le circuit national chinois lui permettent d'obtenir son billet chez les professionnels pour les saisons 2021-2022 et 2022-2023.
Il obtient ses premiers résultats significatifs lors du Masters d'Europe 2022, avec des victoires contre Luca Brecel et Ryan Day, lui permettant de rejoindre un premier quart de finale en tournoi. En fin de saison, il parvient à se sortir des qualifications du championnat du monde, avant d'être balayé par Neil Robertson au premier tour (10-3),.
Ses performances lui assurent un maintien sur le circuit professionnel pour la saison suivante. En octobre, Wu se qualifie pour sa première demi-finale en tournoi classé lors de la première édition de l'Open de Wuhan, où Judd Trump met fin à son parcours. Un an après, il améliore ce résultat à l'occasion de l'Open d'Angleterre, dominant Stuart Bingham, Ali Carter et Judd Trump pour s'élever en finale. Pour cette première expérience, il s'incline avec les honneurs contre Robertson (9-7). Il intègre le top 32 du classement mondial à l'issue de la compétition.
En décembre de la même année, le jeune chinois confirme sa bonne forme en rejoignant coup sur coup les demi-finales du Shoot-Out et de l'Open d'Écosse,. Lors du second tournoi, il domine son compatriote Xiao Guodong et rejoint une deuxième finale de tournoi classé en carrière. Dans une finale entre joueurs chinois, il s'incline contre le surprenant Lei Peifan, pourtant classé en dehors du top 80 mondial.

## Palmarès
| Légende | Catégorie                      | Titres                         | Finales                        |
|         | Tournois classés               | 0                              | 2                              |
|         | Tournois non classés           | 0                              | 0                              |
|         | Tournois amateurs              | 1                              | 0                              |
| Gras    | Tournois de la triple couronne | Tournois de la triple couronne | Tournois de la triple couronne |

### Titres
| Saison | Nom du tournoi                                   | Lieu  | Finaliste              | Score | Tableau |
| 2018   | Championnat du monde amateur des moins de 21 ans | Jinan | Pongsakorn Chongjairak | 6-4   |         |

### Finales perdues
| Saison    | Nom du tournoi    | Lieu      | Finaliste      | Score | Tableau |
| 2024-2025 | Open d'Angleterre | Brentwood | Neil Robertson | 7-9   | Tableau |
| 2024-2025 | Open d'Écosse     | Edimbourg | Lei Peifan     | 5-9   | Tableau |